# Mikio Ikemoto
Mikio Ikemoto (jap. 池本 幹雄 Ikemoto Mikio; ur. 13 stycznia 1977 w prefekturze Kioto) – japoński rysownik i mangaka. Początkowo, w latach 1999–2014, pracował jako główny asystent Masashiego Kishimoto przy mandze Naruto. Po jej zakończeniu, Ikemoto został wybrany na ilustratora Boruto: Naruto Next Generations, sequela z 2016 roku, przy którym pracował ze scenarzystą Ukyō Kodachim.

## Biografia
Jako dziecko Ikemoto był fanem naklejek Bikkuriman. Jednak nie było go na nie stać i w związku z tym rysował swoje własne naklejki. Znajomi Ikemoto tak bardzo się z nich cieszyli, że zaczęli kupować naklejki od niego. W tym momencie swojego życia Ikemoto poczuł, że ma talent do sztuki.
W marcu 1997 roku Mikio Ikemoto przesłał do magazynu Shūkan Shōnen Jump swoją pierwszą mangę one-shot, zatytułowaną Cosmos, za którą zdobył nagrodę „Tenkaichi Manga Award” w konkursie dla debiutantów. Została wydana w 30. numerze magazynu z 7 lipca 1997 roku i zdobyła małą rzeszę fanów pomimo dojrzałej tematyki. Następnie Cosmos był wydawany seryjnie od czerwca 1997 do września 1999 roku w niezależnym magazynie mangowym pt. Monthly Plasma. Z kolei sequel o tym samym tytule został opublikowany w 20. numerze Shūkan Shōnen Jump z 26 kwietnia 1999 roku.
Następnie Ikemoto zainteresował się pracami innego początkującego mangaki, Masashiego Kishimoto. Słysząc, że Shūeisha skontaktowała się z Ikemoto, aby pracował jako asystent przy serialu komediowym i przeprowadził się do Tokio, Kishimoto poczuł, że jego sztuka zostanie zmarnowana w tym gatunku. Kiedy rozpoczęły się prace nad serializacją Naruto, Kishimoto poprosił swojego redaktora, Kosuke Yahagiego, aby zebrał informacje o Ikemoto i zrekrutował go jako asystenta. Ikemoto był wdzięczny za ofertę, ponieważ czuł, że gatunek Naruto był tym, nad czym chciał początkowo popracować. W rezultacie przyjął tę pracę, rozpoczynając pracę od siódmego rozdziału mangi. Na początku tworzenia Naruto, Ikemoto był najmłodszym asystentem Kishimoto, w wyniku czego ten żartobliwie stwierdził, że wzbudziło to w nim zazdrość, jak i u innych jego asystentów. Obowiązki Ikemoto obejmowały rysowanie postaci w tle, dodawanie bieli do linii prędkości, świateł i oczu postaci, wybielanie obrazów, które wychodziły z paneli oraz umieszczanie gwiazd na nocnym niebie i dodawanie półtonów. Okazjonalnie miał również za zadanie tworzyć projekty dla nowych postaci. Ikemoto wspominał także, że Kishimoto często prosił go o pomoc w dodawaniu większej ilości szczegółów do rozdziałów mangi. W wyniku tego m.in. rysował większą liczbę klonów stworzonych przez Naruto Uzumakiego, a także nieokreślone postaci, które stały się gigantami.
Kiedy manga Naruto została zakończona w 2014 roku, Shūeisha zaproponowała Masashiemu Kishimoto stworzenie sequela. Kishimoto jednak odrzucił ten pomysł i w zamian zaproponował, aby to Ikemoto został rysownikiem nowej serii i narysował ją w oparciu o doświadczenie, które posiadał. 23 maja 2016 roku, w 23. numerze Shūkan Shōnen Jump, ukazał się pierwszy rozdział mangi Boruto: Naruto Next Generations, która była wydawana jako miesięcznik. 6 lipca 2017 roku w wywiadzie dla BFMTV Ikemoto stwierdził, że Kishimoto doradził mu, aby nie naśladował jego stylu artystycznego, a zamiast tego stworzył własny. Mikio zgodził się, jednak zauważając, że długoletni fani mogą być rozczarowani faktem, że Kishimoto nie rysuje Boruto, Ikemoto stwierdził, że zrobi wszystko, co w jego mocy, tworząc mangę. Wspomniał, że pozostaje optymistą co do swojego stylu artystycznego. Oprócz tworzenia mangi, Ikemoto tworzył również rysunki do light novel Boruto. Z kolei Studio Pierrot wyprodukowało również na jej podstawie serial anime. Manga radziła sobie bardzo dobrze komercyjnie w Japonii i była ósmą najlepiej sprzedającą się mangą Shūeishy w 2017 i 2018 roku. W 2017 roku podano, że sprzedano milion egzemplarzy mangi. Seria zyskała dobre wyniki na świecie, zwłaszcza w Ameryce Północnej, gdzie była szóstą najlepiej sprzedającą się mangą w 2017 roku oraz czwartą w sezonie wiosennym i jesiennym 2018. Na początku 2019 roku Ikemoto w wywiadzie dla Manga Plus stwierdził, że jego celem jest ukazanie całej historii w ciągu 30 tomów, ponieważ nie chce, aby Boruto zbytnio się rozrosło.

## Styl
Ikemoto stwierdził, że poza Naruto jego sztuka była pod wpływem Kinnikumana, a w szczególności Dragon Balla. Zauważył, że brak tonu w sztuce Akiry Toriyamy ułatwia rysowanie. Powiedział również, że nadal używa Dragon Balla jako punktu odniesienia do własnych scen akcji. Ikemoto przyznał, że jest dość kiepski w rysowaniu komedii oraz zauważył, że sposób, w jaki ewoluowała historia Boruto, pokazuje, że nie nadaje się dobrze do tego gatunku. Czując się zaszczycony tworzeniem ilustracji do Boruto, Ikemoto stwierdził, że jest wdzięczny, że seria jest wydawana co miesiąc, a nie co tydzień, ze względu na stres, jaki może wywołać tworzenie wymaganej ilości prawie 20 stron na rozdział. Jednak Ikemoto nadal uważa, że comiesięczna serializacja także jest trudna. Zazwyczaj rozdziały Boruto mają tendencję do przekraczania 40 stron; jeden tydzień trwa stworzenie miniatur, 20 dni produkcja stron, podczas gdy reszta czasu jest wykorzystywana do kolorowania, retuszowania lub nadawania rozdziałom innych akcentów. Jego metody rysowania obejmują ołówek mechaniczny na papierze IC do szkiców. Używa atramentu do gotowych rysunków. Pomimo różnic między stylami artystycznymi, Ikemoto używa markerów Copic do kolorowych stron, których używał Kishimoto podczas tworzenia Naruto.
Reżyser anime Boruto, Hiroyuki Yamashita, stwierdził, że podoba mu się styl Ikemoto, chwaląc jego podłużny układ krajobrazu dla ramek. Uważał, że styl Ikemoto jest bardziej realistyczny niż Kishimoto, ponieważ ten pierwszy zwraca większą uwagę na szczegóły projektów postaci. Zwrócił również uwagę na sposób, w jaki Ikemoto zilustrował nowy wygląd Momoshikiego Ōtsutsuki po pochłonięciu Kinshikiego Ōtsutsuki. Zaskoczyło go, jak różni się od oryginalnego projektu, pochodzącego z filmu Boruto. Z kolei Amy McNulty z Anime News Network podzieliła się podobnymi komentarzami, szczególnie w odniesieniu do sposobu, w jaki sztuka Ikemoto przypomina tą u Kishimoto, a także jak dobrze zilustrowane są jego sceny walki. Mangaka Yoshihiro Togashi stwierdził, że jemu również podobały się rysunki Ikemoto i pochwalił jego styl. Natomiast według Chrisa Beveridge'a z The Fandom Post grafika Ikemoto w Boruto jest problematyczna. Opiera się na projektach Kishimoto, jednak Mikio nadał jej własny styl, w wyniku czego wydawała się pod pewnymi względami zbyt „indie”. Beveridge stwierdził, że „jest pociągająca w innych książkach ale w świecie Naruto jest po prostu bardzo nie na miejscu”.

## Twórczość

### Mangi
- Cosmos – ilustrator i scenarzysta; one-shot wydany 7 lipca 1997 w Shūkan Shōnen Jump[3][24]
- Cosmos – ilustrator i scenarzysta; manga wydawana od czerwca 1997 do września 1999 roku w Monthly Plasma
- Cosmos – ilustrator i scenarzysta; sequel one-shot wydany 26 kwietnia 1999 w Shūkan Shōnen Jump[3][25]
- Naruto (jap. NARUTO -ナルト-) – ilustrator i asystent Masashiego Kishimoto; wydawana od 21 września 1999 do 10 listopada 2014 roku w Shūkan Shōnen Jump, gdzie zadebiutowała w numerze 43 z 1999 roku[26][27]
- Boruto: Naruto Next Generations (jap. BORUTO-ボルト- -Naruto Next Generations- Boruto: Naruto Nekusuto Jenerēshonzu) – ilustrator; wydawana od 9 maja 2016 do 10 czerwca 2019 w magazynie Shūkan Shōnen Jump, gdzie zadebiutowała w 23 numerze z 2016 roku; od 20 lipca 2019 wydawana w miesięczniku V Jump; napisana przez Ukyō Kodachiego i Masashiego Kishimoto[28][29]

### Light novel
- Boruto: Naruto Next Generations Novel 1: The New Leaves Soaring Through the Blue Sky! (jap. 青天を翔る新たな木の葉たち! Seiten o Kakeru Aratana Konoha-tachi!) (2 maja 2017) – ilustrator; napisana przez Kō Shigenobu[12]
- Boruto: Naruto Next Generations Novel 2: A Call From the Shadows! (jap. 影からの呼び声! Kage Kara no Yobigoe!) (4 lipca 2017) – ilustrator; napisana przez Kō Shigenobu[30]
- Boruto: Naruto Next Generations Novel 3: Those Who Illuminate the Night of Shinobi! (jap. 忍の夜を照らす者! Shinobi no Yoru O Terasu Mono!) (4 września 2017) – ilustrator; napisana przez Kō Shigenobu[31]
- Boruto: Naruto Next Generations Novel 4: School Trip Bloodwind Records (jap. 修学旅行血風録! Shūgakuryokō ketsu pū roku!) (2 listopada 2017) – ilustrator; napisana przez Miwę Kiyomune[32]
- Boruto: Naruto Next Generations Novel 5: The Last Day at the Ninja Academy! (jap. 忍者学校最後の日! Akademī Saigo no Hi!) (4 stycznia 2018) – ilustrator; napisana przez Kō Shigenobu[33]